# Magyar EU-elnökség (2024)
2024 második felében Magyarország második alkalommal látja el az Európai Unió (EU) egyik csúcsszervének, az Európai Unió Tanácsának a soros elnöki feladatait. A fél évig tartó magyar EU-elnökség lebonyolítása a ötödik Orbán-kormány feladata.
Magyarország második elnökségével (2011 után) a Spanyolországgal és Belgiummal alkotott elnökségi trojka ér véget. A következő soros elnökséget 2025. január 1-jétől Lengyelország tölti be.

## Prioritások

### A spanyol-belga-magyar program
A három tagállam egy kompromisszumos megállapodást dolgozott ki, amely a trió elnökségének másfél évében alapvető szempontot jelent a rendezvények megszervezésében és lebonyolításában.
A trió közösen elfogadott programja négy pillérre épül:
- gazdaság és versenyképesség,
- az uniós polgárok szabadsága és biztonsága,
- zöldebb és igazságosabb Európa,
- érdekek és értékek az uniós külpolitikában.

### A magyar elnökség programja
A magyar EU-elnökség Európai Bizottsággal egyeztetett, mintegy 45 oldalas hivatalos programját 2024. június 18-án hozták nyilvánosságra.
- Új Európai Versenyképességi Megállapodás
- Az európai védelempolitika megerősítése
- Következetes és érdemeken alapuló bővítéspolitika
- Az illegális migráció megfékezése
- A kohéziós politika jövőjének kialakítása
- Gazdaközpontú uniós agrárpolitika
- Demográfiai kihívások kezelése

## Vizuális megjelenés

### Logó
A magyar EU-elnökség logója egy magyar találmány, a Rubik-kocka, amely a találékonyság, kreativitás és a stratégiai gondolkodás szimbólumaként szerepel. Magyarország zászlaja mellett megtalálható benne az Európai zászló 12 darab ötágú arany csillagja is.

### Szlogen
Az elnökség a Make Europe Great Again (magyarul: Tegyük naggyá Európát) szlogent használja, amely a volt amerikai elnök, Donald Trump Make America Great Again kampányszlogenéhez hasonlít, emiatt sok kritikát kapott.

## Események

### Békemisszió
Orbán Viktor 2024. júliusi diplomáciai körútja (a kormánypárti sajtóban békemisszió) során a magyar miniszterelnök előbb Kijevben találkozott Volodimir Zelenszkij ukrán elnökkel, majd Moszkvában Vlagyimir Putyin orosz elnökkel és Pekingben Hszi Csin-ping kínai elnökkel tárgyalt az orosz-ukrán háború kapcsán a felek álláspontjáról, a diplomáciai csatornák fenntartásának jelentőségéről és a békeközvetítés lehetőségeiről. A tárgyalások semmiféle konkrét eredményt, közös nyilatkozatot nem hoztak, még kevésbé eredményezték a harcok mérséklődését. A diplomáciai körút lezárásaként Orbán Viktor Washingtonba utazott a NATO csúcstalálkozójára, majd Donald Trump volt amerikai elnököt kereste fel floridai otthonában.

### Rendezvények
A magyar elnökség fél éves időtartamára mintegy 250 rendezvényt terveztek lebonyolítani. Ebből 16 miniszteri szintű, 2 pedig államfők és miniszterelnökök részvételével zajló tanácsülés. Számos szakértői és középszintű találkozó megszervezése van terítéken. A legnagyobb létszámú találkozón mintegy 600 résztvevő hivatalos.